# Родионов, Владимир Аркадьевич
Владимир Аркадьевич Родионов (11 июня 1900, Царицын — 27 декабря 1968, Ленинград) — советский военачальник. Герой Советского Союза (6.04.1945). Генерал-майор (13.09.1944).

## Молодость и гражданская война
Владимир Аркадьевич Родионов родился 11 июня 1900 года в Царицыне. Закончил 5 классов реального училища. Работал грузчиком на Николаевской железной дороге в Петрограде. После Октябрьской революции в январе 1918 года вступил в боевую дружину охраны Васильевского острова Петрограда. Из-за начавшегося голода в Петрограде в 1918 году уехал к отцу в деревню Саратовской губернии, там переболел тифом.
В Красной Армии служил с июля 1919 года, когда был призван местным военкоматом и направлен на Саратовские артиллерийские курсы. Однако туда его не приняли по состоянию здоровья и направили учится на Саратовские административно-хозяйственные курсы, которые он окончил в январе 1920 года. Во время обучения в октябре 1919 года в составе сводной курсантской бригады участвовал в боях Гражданской войне против войск генерала А. И. Деникина на Юго-Восточном фронте. С января 1920 года служил порученцем фронтового коменданта полевого штаба 10-й армии, с февраля по август 1920 года — адъютантом и командиром армейского депо этой армии. На этих постах воевал на Кавказском фронте, участвовал в Северо-Кавказской операции и в дальнейшей борьбе с белогвардейскими войсками на Северном Кавказе.
С августа 1920 года состоял для поручений командира отряда особого назначения Терской области, с октября 1920 по май 1921 года — командир роты Казбекского отряда особого назначения (одновременно был начальником заставы на станции Балта Военно-Грузинской дороги), с мая по октябрь 1921 года — командир роты 64-й отдельной бригады. Участвовал в ликвидации бандформирований на Северном Кавказе.

## Межвоенный период
В октябре 1921 года был переведён из Красной армии в войска ВЧК (тогдашнее наименование внутренних войск), где служил командиром взвода 14-го отдельного стрелкового батальона войск ВЧК в Новгороде, с февраля 1922 — командиром взвода 13-го отдельного железнодорожного полка в Петрограде, с сентября 1922 – инструктором роты и начальником участка в отдельном караульном батальона по охране государственных учреждений Петрограда.
С августа 1923 года последующие 18 лет служил в пограничных войсках (Ленинградский пограничный округ): командир взвода 4-го отдельного пограничного батальона; с апреля 1924 – начальник пограничной заставы 5-го Сестрорецкого пограничного отряда войск ОГПУ на границе с Финляндией; с сентября 1925 года – командир взвода в 1-й пограничной школе ОГПУ имени Ф. Э. Дзержинского, с января 1927 года – вновь начальник пограничной заставы 5-го Сестрорецкого пограничного отряда, а с октября 1929 года – помощник коменданта участка заставы по строевой части в этом отряде. В 1925 году он вступил в ВКП(б). С сентября 1930 по октябрь 1932 года служил в 10-м Островском пограничном отряде на советско-эстонской границе – инструктор по боевой подготовке, командир учебной роты и начальник маневренной группы. Затем его направили на учёбу.
В 1933 году окончил Высшую пограничную школу войск ОГПУ. После её окончания в ноябре 1933 года продолжал службу в пограничных войсках начальником маневренной группы Отдельной Ребольской комендатуры на финской границе; с февраля 1935 – начальник полковой школы 3-го Ленинградского мотострелкового полка НКВД; с апреля 1936 года – начальник 2-го (разведывательного) отделения штаба 9-го Псковского пограничного отряда. С ноября 1937 года – начальник учебно-строевой части, а с ноября 1938 — помощник начальника школы по учебно-строевой части 3-й морской пограничной школы младшего комсостава НКВД (Шлиссельбург). В 1939 году майор В. А. Романов заочно окончил Военную академию РККА имени М. В. Фрунзе. С августа 1939 по сентябрь 1941 года – начальник 3-й морской пограничной школы младшего комсостава НКВД (с мая 1940 – окружной школы младшего начсостава пограничных войск НКВД Ленинградского округа) в Шлиссельбурге.

## Великая Отечественная война
С сентября 1941 года подполковник В. А. Романов принимал участие в боях Великой Отечественной войны, когда был назначен командиром 14-го мотострелкового полка войск НКВД в 42-й армии Ленинградского фронта. В первых же боях во время Ленинградской оборонительной операции полк показал исключительно высокую боеспособность, отбивая многочисленные атаки противника. Более того, Романов постоянно организовывал вылазки своих пограничников в немецкие тылы, срывая планы немецкого командования и нанося противнику значительные потери. За отличное командование полком он был награждён орденом Красного Знамени. С февраля по апрель 1942 года был заместителем командира 189-й стрелковой дивизии 42-й армии. В апреле 1942 года назначен командиром Отдельной стрелковой бригады войск внутренней обороны Ленинграда, позднее переименованную в 13-ю отдельную стрелковую бригаду. Более двух лет участвовал в героической обороне Ленинграда.
В июле 1943 года направлен на учёбу, в декабре 1943 года окончил ускоренный курс Высшей военной академии имени К. Е. Ворошилова. С декабря 1943 года – заместитель командира 201-й стрелковой дивизии 59-й армии Ленинградского фронта, участвовал в Ленинградско-Новгородской наступательной операции. 5 марта 1944 года был ранен и до апреля 1944 года находился в госпитале. С апреля 1944 года – командир 13-й стрелковой дивизии 42-й армии Ленинградского фронта.
С 23 мая 1944 и до Победы В. А. Родионов командует 245-я стрелковой дивизией в той же армии. Летом и осенью 1944 года дивизия участвовала последовательно в Псковско-Островской, Тартуской и Рижской наступательных операциях. За освобождение городов Валга (Эстония) и Валка (Латвия) его дивизии присвоено почётное наименование «Валгинская» (31.10.1944). В декабре 1944 года дивизия была переброшена из-под Риги на 1-й Украинский фронт.
Командир 245-я стрелковой дивизии (115-й стрелковый корпус, 59-я армия, 1-й Украинский фронт) генерал-майор В. А. Романов исключительно умело руководил действиями дивизии в Висло-Одерской операции. Выполняя задачу по овладению Домбровским угольным районом с 25 по 30 января 1945 года, дивизия под командованием генерал-майора Родионова В.А. действовала исключительно решительно и умело. Смело применяя обходные манёвры, части дивизии 27 января после уличных боев полностью овладели городом Катовице (Польша), а затем, продолжая наступление и преодолевая во встречных боях сопротивление разрозненных частей противника, 30 января 1945 года вышли на реку Одер и под массированным огнём артиллерии успешно форсировали её. Был захвачен и удержан плацдарм на западном берегу реки. Всего за период только с 25 по 30 января 1945 года дивизией освобождено свыше 70 населенных пунктов. За этот период противнику нанесены потери: уничтожено свыше 1300 немецких солдат и офицеров, 13 пушек, 28 пулемётов – 28; захвачено в плен 215 немецких солдат и офицеров и много военной техники и вооружения.
«За образцовое выполнение боевых заданий командования на фронте борьбы с немецкими захватчиками и проявленные при этом отвагу и геройство» Указом Президиума Верховного Совета СССР от 6 апреля 1945 года генерал-майору Владимиру Аркадьевичу Родионову присвоено звание Героя Советского Союза с вручением ордена Ленина и медали «Золотая Звезда» (№ 6531). Также за освобождение от противника Домбровского угольного бассейна в Верхней Силезии возглавляемая им дивизия награждена орденом Красного Знамени (5.04.1945).
В последние месяцы войны дивизия под его командованием успешно дралась в Нижнесилезской, Верхнесилезской и Пражской наступательных операциях.

## Послевоенное время
После войны генерал Родионов продолжил службу в Советской армии, и до сентября 1945 года продолжал командовать 245-й стрелковой дивизией. В сентябре 1945 года назначен командиром 67-й гвардейской стрелковой дивизии Прибалтийского военного округа. С сентября 1946 года – начальник кафедры тактики Высшего военно-педагогического института имени М. И. Калинина в Ленинграде. С мая 1949 года проходил службу в Краснознамённом Военном институте физической культуры имени В. И. Ленина в Ленинграде: помощник начальника института по строевой части, с января 1953 года – заместитель начальника института по оперативно-тактической и строевой подготовке. В феврале 1955 года генерал-майор В. А. Родионов уволен в отставку.

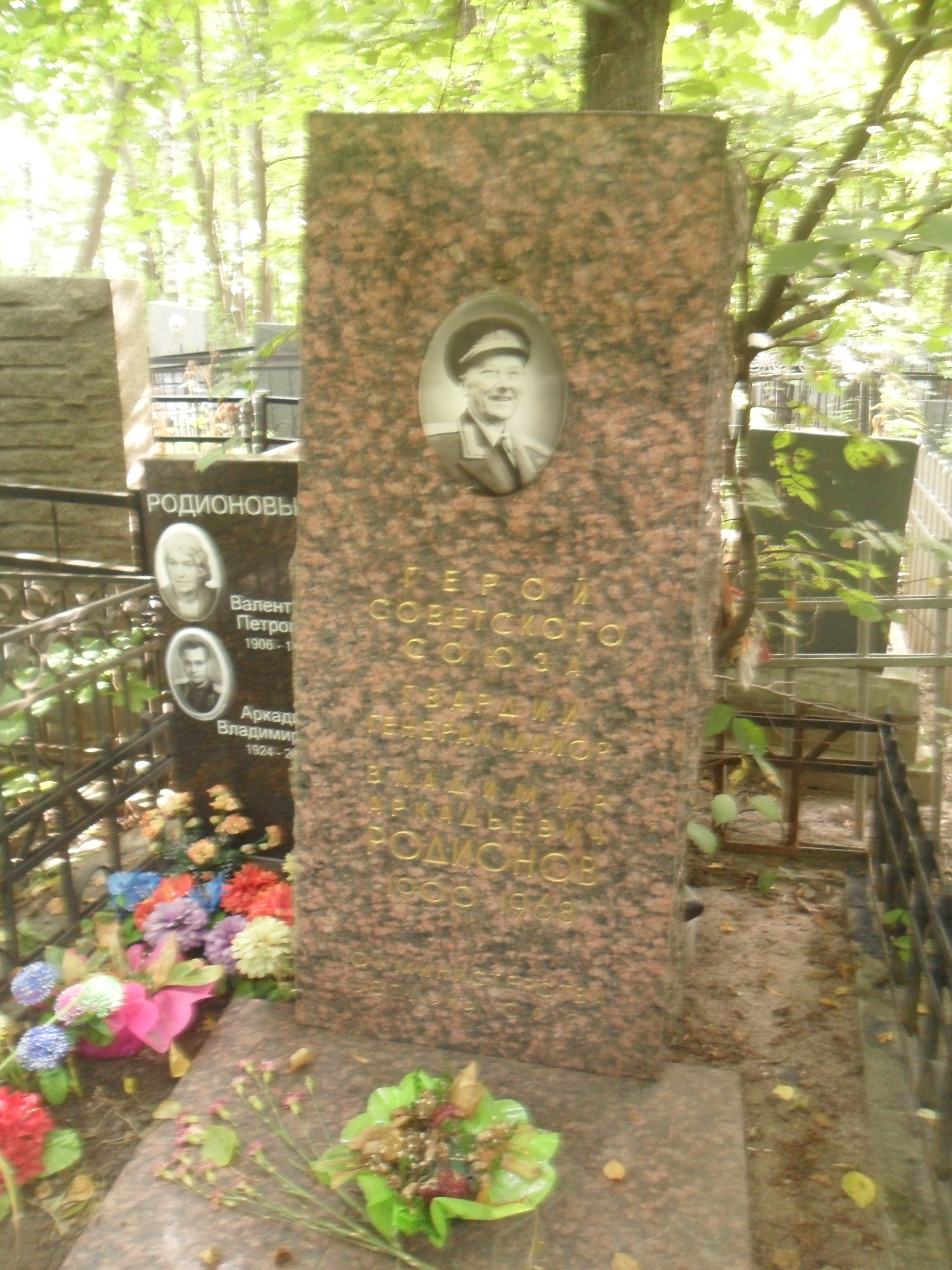
Могила Родионова на Красненьком кладбище Санкт-Петербурга.

Жил в Ленинграде. Умер 27 декабря 1968 года, похоронен на Красненьком кладбище.

## Награды
- Медаль «Золотая Звезда» Героя Советского Союза (6.04.1945);
- два ордена Ленина (21.02.1945, 6.04.1945);
- четыре ордена Красного Знамени (5.06.1942, 27.07.1944, 3.11.1944, 15.11.1950);
- орден Красной Звезды (15.02.1941);
- орден «Знак Почёта» (28.10.1967);
- медали[3].